# Kostel svatého Ladislava (Hurbanovo)
Kostel svatého Ladislava v Hurbanově, postavený v letech 1912 - 1913, je mimořádně kvalitním příkladem secesní architektury na Slovensku.
Dílo architekta Istvána Medgyaszaye, který se stal slavným především díky smělému používání tehdejšího nového materiálu na území Uherska, železobetonu. Při této stavbě ale železobeton nehraje až tak velkou úlohu jako při dřívějších. Tento kostel může představovat v Medgyaszayovém díle začátek nové etapy. Se zvýšeným zájmem se obrací k možnostem využití dřeva v stavitelství.

## Historie
Katolický kostel svatého Ladislava stojí na místě starého barokního kostela, který pochází z roku 1718 a po zemětřesení v roce 1763 byl restaurovaný. Starý kostel v roce 1911 vyhořel v důsledku velkého požáru, který zničil i množství jiných staveb. Shořela i budova fary. Novou postavili současně s kostelem na základě Medgyaszayova návrhu. Vykonávací projekt vypracoval Boldoghy Gyula s kolegou.

## Popis objektu

### Půdorys kostela
Nový kostel je secesní stavba, inspirovaná v jádře sedmihradskou gotickou architekturou. Půdorys kostela tvoří osmiúhelník se čtyřmi rameny v podobě kříže, ze kterých jedno je prodloužené, a polygonní sakristie mezi rameny kříže ze severozápadní strany.

### Interiér kostela
Vnitřní prostor je zaklenutý dřevěnou kopulí. Tmavý barevný tón kopule je v kontrastu s bílými plochami obvodových stěn, ze kterých se ramena kříže otevírají mírně stlačeným tudorovským obloukem. Dřevěná klenba bočních prostorů sleduje tvar tohoto oblouku. Chóry od centrálního prostoru odděluje dřevěné vyřezávané zábradlí s lidovými motivy. Ty stejné motivy zdobí i kazatelnu (původní byla zničená, nedávno ji nahradili kopií). Chóry a dřevěný trámový strop bočních prostorů spočívají na štíhlých dřevěných pilířích s volutovými hlavicemi, výzdobu kterých inspirovalo lidové, především transylvánské umění.

### Konstrukce kostela
Vnitřní prostorová skladba a venkovní hmota kostela tvoří organickou jednotu. Exteriér je vlastně vyjádřením podstaty interiéru, i když klenbová soustava se do exteriéru úplně shodně nepromítá. Kupoli zakrývá stanová střecha ve vrcholu s nefunkční lucernou na polygonálním půdorysu; valenou lomenou klenbu bočních prostorů uzavírá valbová, resp. polovalbová střecha. Hladké plochy stěn kostela člení jen rytmický systém okenních otvorů ukončených plným obloukem s přiměřenými proporcemi, který potvrzuje promyšlenou kompozici prostoru a hmoty. Ozdobné motivy se nacházejí jen na dřevěných článcích s konstrukční funkcí, v exteriéru to jsou konzole podepírající střechu. Dřevěné konstrukční články jsou odrazem výsledků Medgyaszayových teoretických úvah, ve kterých se zabýval uměleckou interpretací různých stavebních konstrukcí. Svědčí o tom především konstrukce a tvarová interpretace dřevěné kupole v novém chápání. Dřevěný strop s konzolemi vnímáme jako záměrný kontrast s čistým prostorem.

### Rozměry kostela
- Výška věže: 48 m
- Půdorysný rozměr věže: 20 x 20 m
- Obsah přízemí: zastavěná plocha: 435 m²
- Kapacita: 164 osob
- Kůru: 135,50 m²
- Kapacita: 240 osob
- Dohromady: 570,50 m²
- Místa na stání: 1100 osob
- Dohromady: 1550